# Howard Cannon
Howard Walter Cannon (26 de enero de 1912 - 5 de marzo de 2002) fue un político estadounidense de Nevada . Elegido para el primero de cuatro mandatos consecutivos en 1958, sirvió en el Senado de los Estados Unidos de 1959 a 1983. Fue miembro del Partido Demócrata .
Cannon nació en St. George, Utah, y se graduó de la Universidad del Norte de Arizona y de la Facultad de Derecho de la Universidad de Arizona . En 1940, Cannon ganó su primera elección como fiscal del condado de Washington, Utah . Al año siguiente, con el inicio de la Segunda Guerra Mundial, Cannon sirvió en el Ejército de los Estados Unidos durante un año y luego en el Cuerpo Aéreo del Ejército de los Estados Unidos de 1942 a 1946, alcanzando el rango de teniente coronel. Posteriormente, Cannon sirvió en la Reserva Aérea de las Fuerzas Aéreas del Ejército como general de división.
En 1949, Cannon regresó a la política y ganó la elección como fiscal de la ciudad de Las Vegas, Nevada . Después de cuatro mandatos consecutivos en ese cargo, Cannon derrotó al senador republicano en ejercicio George W. Malone en las elecciones de 1958 . Como senador, Cannon presidió varios comités, incluido el Comité de Comercio, Ciencia y Transporte y el Comité de Reglas y Administración . Cannon también patrocinó la Ley de Desregulación de Aerolíneas, un proyecto de ley convertido en ley por el presidente Jimmy Carter en 1978 que redujo las tarifas aéreas a través de la desregulación de la industria aérea.
El último mandato de Cannon en el Senado se vio envuelto en un escándalo después de la revelación de una reunión de 1979 con el presidente del sindicato de camioneros , Roy Lee Williams, donde a Cannon le ofrecieron un soborno para bloquear la Ley de Transportistas de 1980 . El escándalo contribuyó a que Cannon perdiera la reelección en 1982 ante su rival republicano Chic Hecht . Después de dejar el Senado, Cannon permaneció en Washington como consultor de aviación y defensa durante casi una década antes de retirarse a Las Vegas a mediados de la década de 1990.

## Primeros años y educación
Cannon nació en St. George, Utah . Su abuelo, David Cannon, era el hermano menor de George Q. Cannon y una figura destacada en la construcción del Templo de San Jorge, quien más tarde fue el tercer presidente de ese templo. Su padre Walter Cannon fue uno de los 31 hijos de David Cannon. Los padres de Howard, Walter Cannon y Leah Sullivan, se casaron en 1909. Cuando Cannon tenía dos años, su padre partió hacia Inglaterra para servir en una misión para la Iglesia de Jesucristo de los Santos de los Últimos Días durante dos años. 
Cannon iba a la Escuela Woodward en St. George, lo suficientemente cerca de su casa como para poder caminar hasta allí para almorzar. Luego fue a Dixie High School . Durante los veranos, trabajaba como botones en el North Rim Lodge, a orillas del Gran Cañón. Por las noches formaba una pequeña banda donde utilizaba sus habilidades como saxofonista para entretener a los invitados. Repartió ejemplares del Deseret News por toda St. George a caballo. 
Se graduó en el Dixie Junior College (ahora Utah Tech University ) y obtuvo una licenciatura en educación musical en el Arizona State Teachers College (ahora Northern Arizona University) en 1933.  Posteriormente recibió una licenciatura en Derecho. Licenciado en Derecho por la Universidad de Arizona en 1937.  Mientras estudiaba en la Universidad de Arizona, fue director de la orquesta de la universidad. Entre el verano de su segundo y tercer año dirigió este grupo en un hotel de Seattle, Washington . En el verano de 1936, después de su graduación, dirigió una orquesta de cuatro personas, actuando en el SS Jefferson en un crucero desde Seattle, Washington, a Yokohama, Japón. También durante sus años de estudiante de derecho, Cannon compitió en rodeos y aprendió a ser piloto de avión.
También en el verano de 1936, Cannon comenzó a salir con Dorothy Pace de Álamo (Nevada). Se casaron el 21 de diciembre de 1945. 
Después de terminar la escuela de derecho, regresó a St. George. Entre sus acciones a su regreso estuvo la compra de una casa adyacente a Dixie College como propiedad de inversión. 

## Carrera jurídica
Cannon se convirtió en abogado después de aprobar los exámenes de abogacía en Arizona (1937), Utah (1938) y Nevada (1946). Se desempeñó como abogado de referencia e investigación para el Senado del Estado de Utah en 1939 y ganó la elección como fiscal del condado de Washington, Utah, en 1940.
En 1946, Cannon estableció oficinas de abogados en Las Vegas. En 1949 fue elegido fiscal de la ciudad de Las Vegas, cargo en el que se mantuvo cuatro mandatos consecutivos. 

## Servicio militar
Durante la Segunda Guerra Mundial, Cannon sirvió como piloto de transporte de tropas en el Cuerpo Aéreo del Ejército de los Estados Unidos y su posterior encarnación como las Fuerzas Aéreas del Ejército de los Estados Unidos . Asignado al teatro europeo, lanzó paracaidistas en Saint-Come-du-Mont, Normandía y durante la siguiente misión de combate en septiembre de 1944 fue derribado sobre los Países Bajos. Pasó 42 días intentando regresar a las líneas aliadas con la ayuda de la clandestinidad holandesa. Liberado del servicio activo en 1946, se unió a la Reserva de las Fuerzas Aéreas del Ejército hasta 1947, cuando pasó a la Reserva de la Fuerza Aérea simultáneamente con el establecimiento de la Fuerza Aérea de los EE. UU. como un servicio separado.  Continuó volando en la Reserva de la Fuerza Aérea, alcanzó el estatus de piloto de mando y finalmente se retiró de la Reserva de la Fuerza Aérea con el rango de mayor general.  Sus condecoraciones militares incluyeron la Estrella de Plata, la Legión de Mérito, la Cruz de Vuelo Distinguido, el Corazón Púrpura y la Medalla Aérea (tres premios). 

## Senado de los Estados Unidos

### Elecciones
En 1956, Cannon se postuló para la Cámara de Representantes de Estados Unidos para suceder al actual titular republicano C. Clifton Young, quien se postuló para el Senado de Estados Unidos, pero perdió las primarias demócratas ante el ex congresista Walter Baring, quien luego ganó las elecciones generales. En 1958, fue elegido para el Senado de los Estados Unidos, desbancando al senador republicano George W. Malone con el 58% de los votos. Cannon estuvo a punto de ser derrotado en su primer intento de reelección en 1964, al derrotar al vicegobernador republicano Paul Laxalt en una de las elecciones al Senado más reñidas de la historia. En la noche de las elecciones, una de las cadenas proyectó que Cannon había perdido, pero varios distritos no informaron hasta la mañana siguiente y le dieron a Cannon suficientes votos para asegurar un segundo mandato. Al final, Cannon sólo ganó por 48 votos. Probablemente habría perdido sin la presencia de Lyndon Johnson en lo más alto de la lista. Johnson ganó fácilmente el estado como parte de su victoria aplastante en 44 estados ese año. Cannon fue reelegido con mucha menos dificultad en 1970 al derrotar al fiscal de distrito del condado de Washoe, William Raggio . También ganó fácilmente la reelección contra el ex representante David Towell en 1976.
A principios de la década de 1980, Cannon se vio envuelto en un escándalo cuando el presidente de Teamsters, Roy Lee Williams, fue acusado por fiscales federales de intentar sobornar a Cannon a cambio de usar su influencia para bloquear la Ley de Transportistas de 1980, un proyecto de ley que desregulaba la industria del transporte por carretera. Declaró que no conocía a Williams ni a sus asociados y negó que le hubieran ofrecido un soborno, pero otros testigos corroboraron la historia y Williams fue condenado. Cannon fue desafiado en las primarias demócratas de 1982 por el representante estadounidense Jim Santini y ganó por alrededor de 4.500 votos, pero perdió las elecciones generales ante el candidato republicano Chic Hecht, un ex senador estatal y hombre de negocios. 

### Tenencia

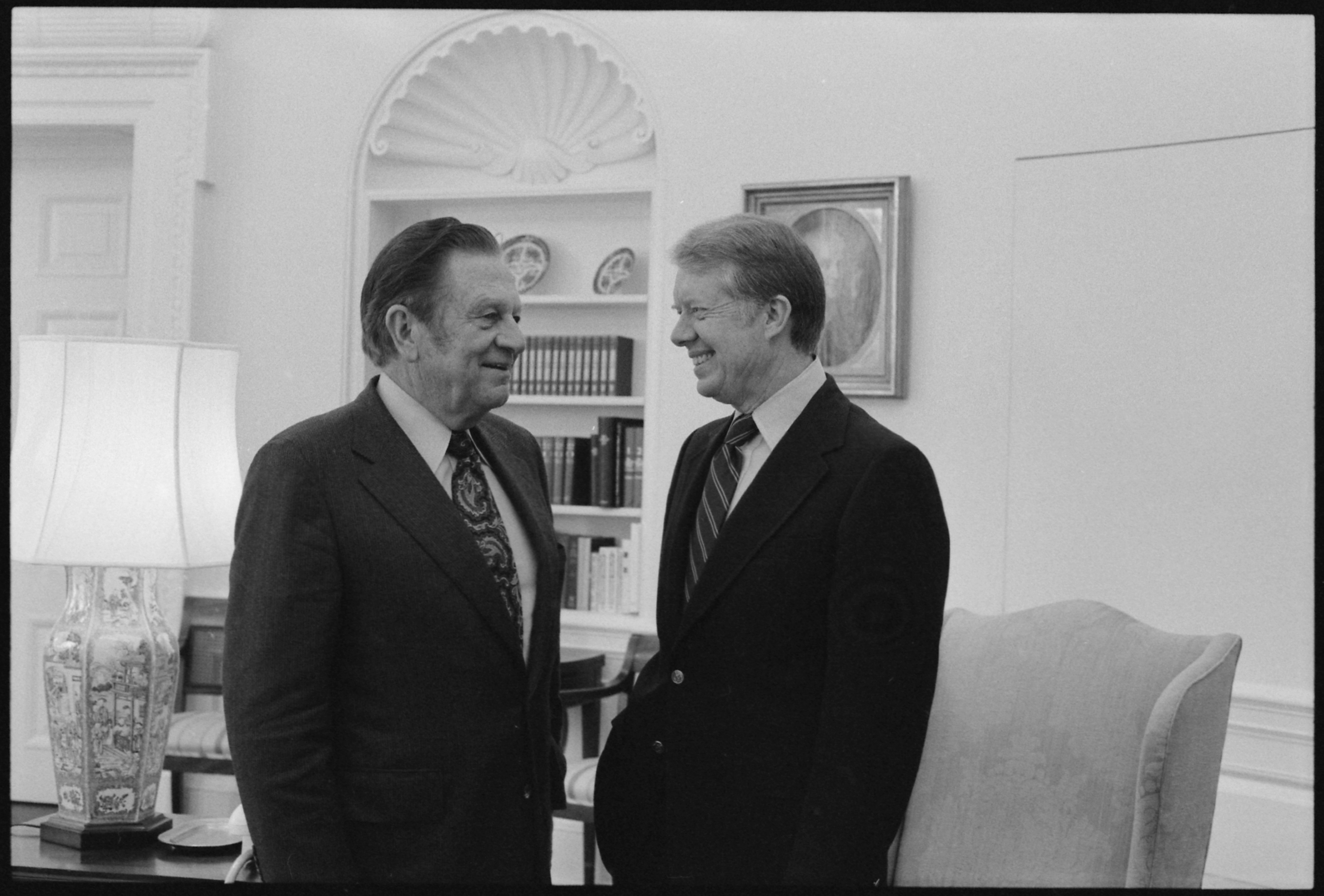
El senador Cannon se reúne con el presidente Jimmy Carter, alrededor de 1978

En 1964, Cannon votó a favor de la Ley de Derechos Civiles .  También ayudó a aumentar la financiación para la Base Aérea de Nellis, convirtiendo a Nellis en una de las instalaciones militares más importantes del mundo.  Cannon también presentó la Ley de Desregulación de Aerolíneas, un proyecto de ley firmado en 1978 por el presidente Jimmy Carter que impidió que el gobierno federal regulara las tarifas aéreas y las rutas de las aerolíneas.  La desregulación condujo a tarifas aéreas más bajas y contribuyó al crecimiento de Las Vegas como destino turístico. 
Un análisis de Govtrack de sus votos entre 1977 y 1982 califica a Cannon como moderado.  Americans for Democratic Action, una organización que desde hace mucho tiempo otorga puntajes de "cociente liberal" de 100 puntos a los miembros del Congreso, calificó a Cannon con 69 en 1965,  41 en 1971,  30 en 1977,  y 50 en 1982.  La Unión Conservadora Estadounidense (ACU) a menudo calificó a Cannon como desfavorable a las causas conservadoras en su escala de 100 puntos, como 20 en 1972  y 29 en 1981.  Sin embargo, la ACU le dio a Cannon una puntuación más favorable en algunos años: 50 en 1971,  100 en 1978,  y 59 en 1982. 
En 1981, ganó el premio Tony Jannus por sus destacadas contribuciones a la aviación comercial. 
En 1980 realizó un viaje de familiarización en el SR71 Blackbird. ( http://www.sr71.us/pg011.htm )

### Asignaciones del comité
Se interesó en las reglas y la administración del Congreso y fue presidente de varios comités sobre ese tema, incluido el Comité Conjunto de Ceremonias Inaugurales y el Comité de Reglas y Administración . Presidió el Comité de Comercio, Ciencia y Transporte de 1978 a 1981. 
El 5 de marzo de 2002, Cannon murió a los 90 años en un hospicio de Las Vegas debido a una insuficiencia cardíaca congestiva ; previamente se le había diagnosticado la enfermedad de Alzheimer . 

## Honores
- La terminal de pasajeros del Aeropuerto Internacional Reno-Tahoe lleva su nombre.
- El Centro Cannon de Investigación de Encuestas lleva su nombre. [27]
- El Museo de Aviación Howard W. Cannon, ubicado en el Aeropuerto Internacional McCarran de Las Vegas, también lleva su nombre. [28]